# Нікола Ренці
Нікола Ренці (італ. Nicola Renzi; нар. 18 липня 1979, Сан-Марино, Сан-Марино) — політичний діяч Сан-Марино, колишній капітан-регент Сан-Марино з 1 жовтня 2015 року до 1 квітня 2016 року.
Державний секретар закордонних справ та політики Сан-Марино з 2016 до 2020 року.

## Біографія
Нікола Ренці народився в липні 1979 року в столиці Сан-Марино. В Італії закінчив Болонський університет. Викладає латинь у місцевому ліцеї.